# Plaza de las Grandes Celebraciones
La plaza de las Grandes Celebraciones (en árabe: ساحة الاحتفالات الكبرى) es la plaza principal para las celebraciones públicas en Bagdad con un estadio para los jefes de Estado en el centro de una avenida. Construida en la época del presidente Saddam Hussein, allí se llevaron a cabo todos los desfiles militares y los acontecimientos nacionales. La plaza fue construida en 1986, y en 1989 se añadió el arco de las Manos de la Victoria para celebrar la victoria en la guerra entre Irán e Irak como si la guerra hubiese sido ganada. La plaza se encuentra cerca de Harthiya y en la fortificada Zona Verde que contiene museos y monumentos, cerca del El Monumento al Soldado Desconocido construido en 1980, cuando comenzó la guerra con Irán. La plaza tiene un gran valor cultural.